# Galin Khanom
Galin Khanom, född 1831, var gemål till shah Nassredin Shah (regerade 1848-1896).
Hon gifte sig 1845 med sin kusin kronprinsen. Hon var hans första lagliga hustru (i kontrast till konkubiner). 
Hon var verksam som kalligraf och poet. Hennes kunskaper och bildning gjorde henne respekterad i haremet, och hon tillfrågades ofta om sin åsikt i olika frågor.